# 1982 في اليونان
فيما يلي قوائم الأحداث التي وقعت خلال عام 1982 في اليونان.

## رياضة
- 1 يناير – بطولة أوروبا لألعاب القوى 1982

## مواليد

### يناير
- 2 يناير – أثاناسيا تسوميليكا منافِسة أوليمبية يونانية.
- 20 يناير – شاريس ماركوبولوس

### مايو
- 4 مايو – جورجيوس تسياراس لاعب كرة سلة يوناني.
- 18 مايو – أليكسيس كيرتسيس لاعب كرة سلة يوناني.

### أغسطس
- 7 أغسطس – فاسيليس سبانوليس لاعب كرة سلة يوناني.
- 12 أغسطس – أليكساندروس تزورفاس لاعب كرة قدم يوناني.

### سبتمبر
- 19 سبتمبر – إيليني دانيليدو لاعبة كرة مضرب يونانية.
- 21 سبتمبر – كريستوس تابوتوس لاعب كرة سلة يوناني.

### نوفمبر
- 22 نوفمبر – ستيف أنجلو

## وفيات

### نوفمبر
- 28 نوفمبر – هيلين أميرة اليونان والدنمارك (مواليد 1896)